# 김석균 (배우)
김석균(1979년 4월 9일 ~ 2009년 1월 17일)은 대한민국의 배우이다. 종교는 제칠일안식일예수재림교이며 오랜 무명생활로 우울증을 앓았다고 전해진다. 그의 자살은 다른 연예인들의 자살사건과 맞물려 사회적 이슈가 되었으며, 무명 연예인들의 쉽지않은 삶을 재조명하는 계기가 되기도 했다.

## 주요 출연작

### 영화
- 코리안 랩소디
- 러브 이즈
- 아날로그러버
- 과식